# Лайчак, Мирослав
Ми́рослав Ла́йчак (словац. Miroslav Lajčák; род. 20 марта 1963, Попрад, Чехословакия) — словацкий политик и дипломат. Вице-премьер и министр иностранных дел Словакии с 4 апреля 2012 по 20 марта 2020 года.

## Биография
Родился в семье русинского происхождения. Мирослав Лайчак учился на юридическом факультете Университета Коменского в Братиславе, затем изучал международные отношения в МГИМО, где получил степень доктора философии. Он также является выпускником Европейского центра Джорджа Маршалла в Гармиш-Партенкирхене (Германия).
В 1988 году Лайчак начал работать в министерстве иностранных дел Чехословакии. С 1991 по 1993 год работал в посольстве в Москве, сначала чехословацком, затем словацком. С 1993 по 1994 год был главой кабинета тогдашнего словацкого министра иностранных дел Йозефа Моравчика. С 1994 по 1998 год был послом Словацкой Республики в Японии, а с 2001 по 2005 год в бывшей Югославии (с 2003 года — Сербия и Черногория), Албании и Македонии.
30 июня 2007 года назначен на должность Верховного представителя международного сообщества по Боснии и Герцеговине и спецпредставителя ЕС.
16 декабря 2007 года крупнейшая газета боснийских сербов «Nezavisne novine» назвала Лайчака человеком года. Почти две недели спустя, 28 декабря, аналогичный титул ему присвоила газета боснийских мусульман «Dnevni Avaz».
26 января 2009 года назначен новым министром иностранных дел вместо Яна Кубиша. До 26 марта Мирослав Лайчак одновременно исполнял обязанности Верховного представителя по Боснии и Герцеговине.
4 апреля 2012 года вновь вошёл в правительство Роберта Фицо в качестве вице-премьера и министра иностранных дел.
31 мая 2017 года избран Председателем 72-й сессии Генеральной Ассамблеи ООН. Вступил в должность 12 сентября 2017 года.
С 1 января по 31 декабря 2019 года — председатель ОБСЕ.
В 2020—2025 годах — специальный представитель ЕС по диалогу Белграда и Приштины и другим региональным вопросам Западных Балкан..
Женат и имеет двух дочерей.

## Награды
- Орден Почёта (Молдова, 2014)[10]
- Орден Большой звезды Черногории (Черногория, 2016)[11].